# Huang Lu
Huang Lu (chinois traditionnel : 黃璐), née le 10 juillet 1983 est une actrice chinoise.

## Carrière
Diplômée de la Beijing Film Academy, Huang a fait ses débuts dans le réalisateur Li Yang's Blind Mountain, où elle a joué un jeune étudiante vendue en esclavage sexuel dans un village de montagne du nord de la Chine. En 2009, elle incarne le rôle principal du drame Une Chinoise.
En 2020, elle joue dans la série Little Fires Everywhere aux côtés de Kerry Washington.

## Filmographie

### Cinéma
- 2006 : Before Born
- 2007 : Les Moissons pourpres
- 2007 : Blind Mountain
- 2009 : Une Chinoise : Li Mei
- 2009 : Distance Runners : Wen Yi
- 2009 : Entre deux mondes : la jeune chinoise
- 2011 : Ici, là-bas
- 2012 : Yi xiang qing meng
- 2012 : Shi qi shi dai
- 2013 : How to Describe a Cloud
- 2013 : A Fallible Girl : Yaya
- 2013 : Dui mian de nu hai sha guo lai : Chin Lang
- 2013 : Nan fang lai xin
- 2014 : Tui na : Mademoiselle Xiao Man
- 2014 : Design 7 Love : Emma
- 2014 : Sway : Vivian
- 2016 : San fu tian
- 2016 : A Yellow Bird
- 2016 : Shan de na bian you pi ma : professeur Ai
- 2017 : The Conformist
- 2017 : Forgiven : Li Meihua
- 2017 : Home Away : Nanny yun
- 2018 : Blood 13 : Xing Min
- 2018 : Jiao qu de niao : Swallow
- 2018 : Face à la nuit : Yu Fang jeune
- 2018 : G Saat
- 2019 : Un été à Changsha : Li Xue[2]
- 2019 : Zhui xiong shi jiu nian : Guo Jing
- 2019 : Summer Knight : Madame Chen
- 2019 : Bei guang zhua zou de ren : He Xiaofen
- 2019 : Luz
- 2020 : San Cha Ji

### Télévision
- 2020 : Little Fires Everywhere : Bebe Chow (6 épisodes)